# Sapa

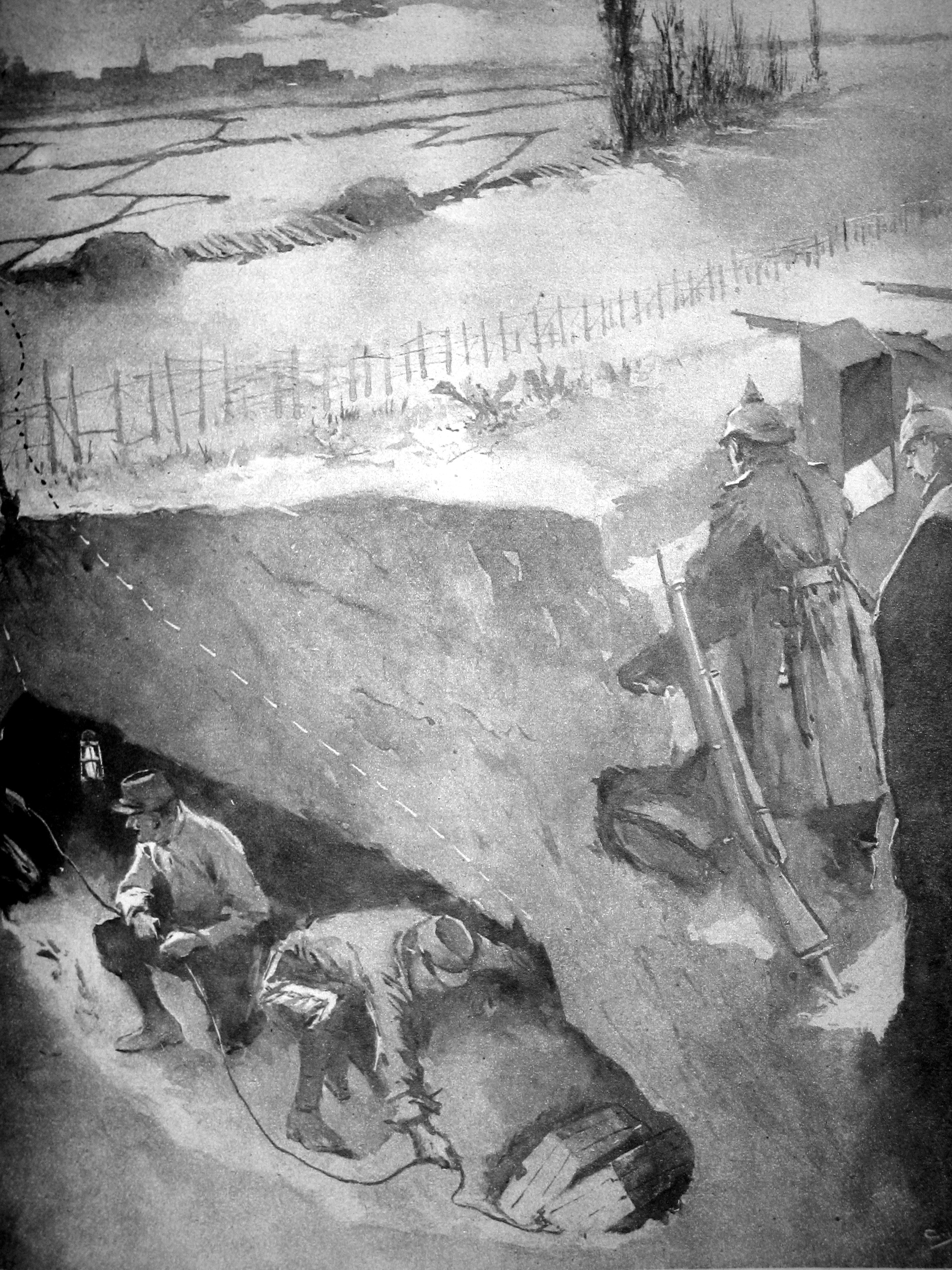
Ilustração du Miroir. (1915)

Sapa é um termo usado em operações de cerco. Qualquer trincheira escavada sob tiro defensivo ou fogo de artilharia que se pretendia avançar a posição de um exército sitiante em relação às obras de uma fortificação atacada foi referida como uma sapa.